# オスマン帝国のインド洋遠征

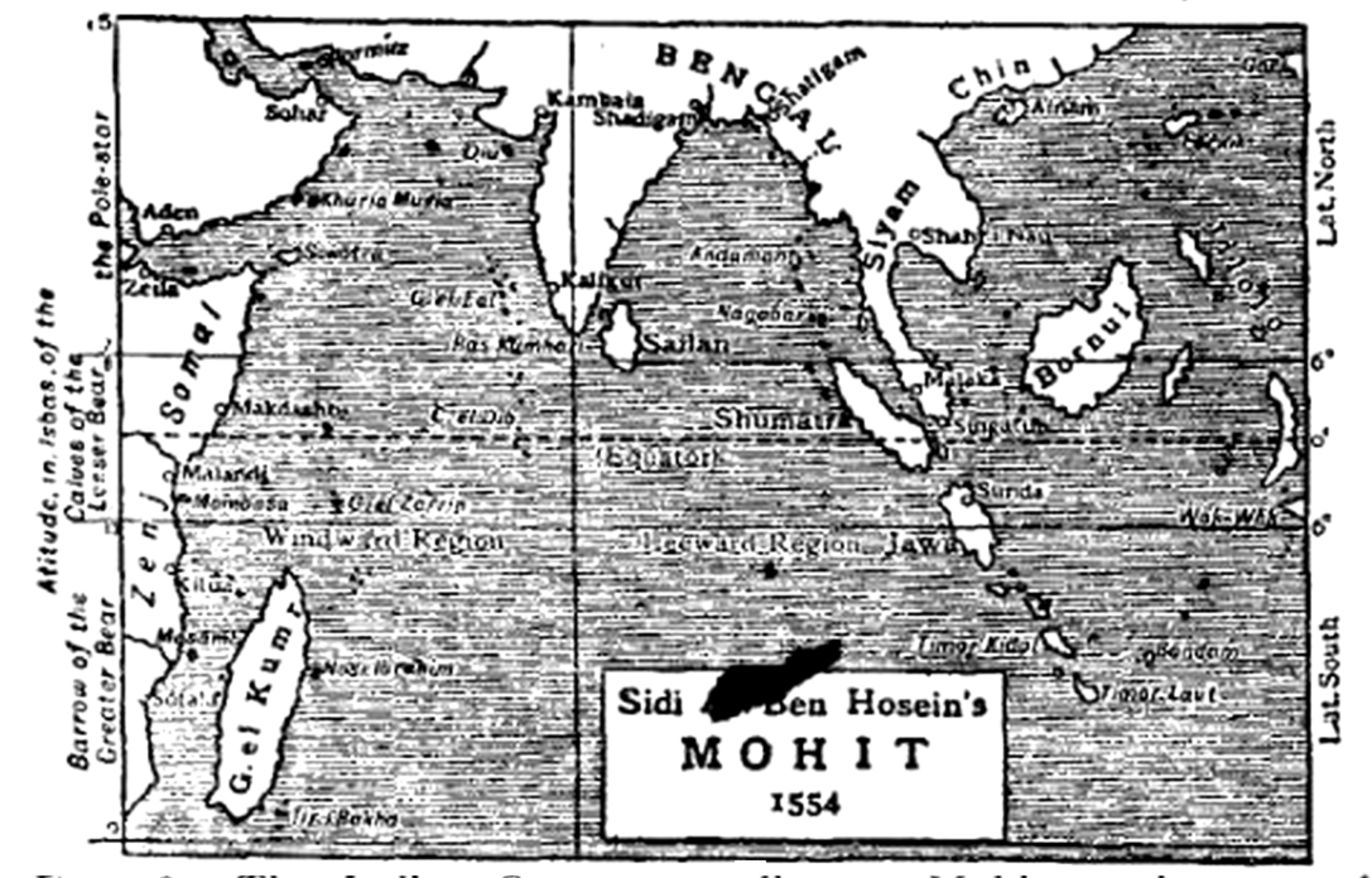
1554年にオスマン帝国のSeydi Ali Reisが記録したインド洋地図（1911年復元）

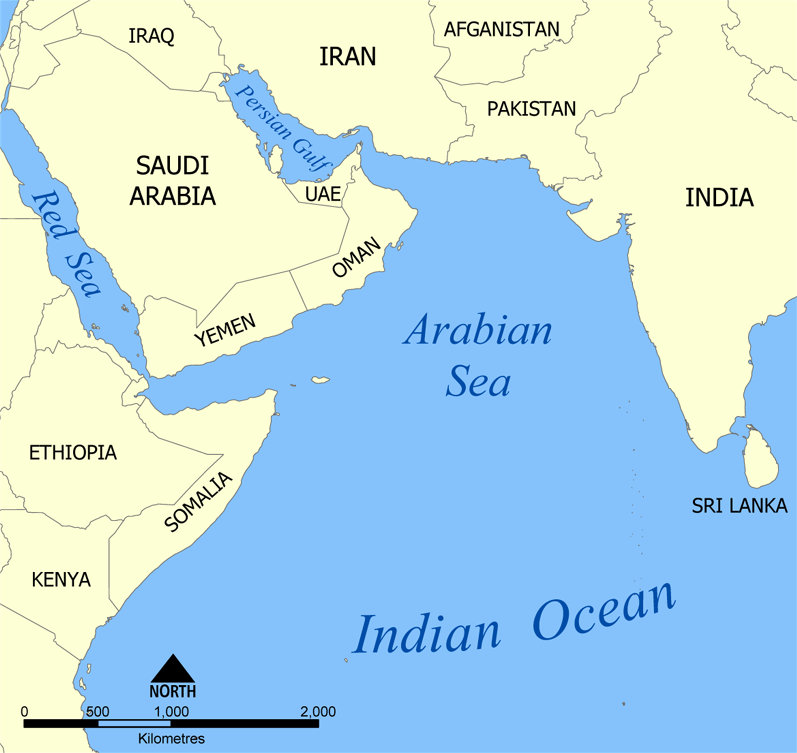
実際のアラビア海

オスマン帝国のインド洋遠征（オスマンていこくのインドようえんせい）では、16世紀にオスマン帝国がインド洋方面で行った水陸での軍事行動について述べる。トルコでは単にインド洋戦役 (トルコ語: Hint seferleri / Hint Deniz seferleri,) とも呼ばれる。スレイマン1世治下の1538年から1553年にかけて、4度の遠征が実施された。

## 背景

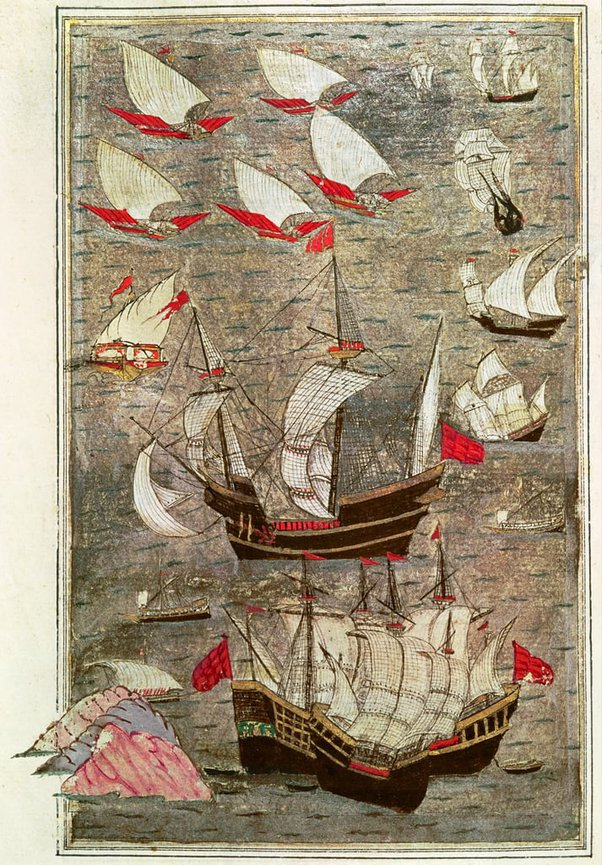
16世紀のインド洋におけるオスマン艦隊

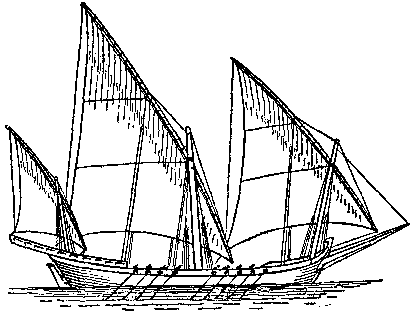
3つの大三角帆とオールをもつオスマン海軍のジーベック

ヴァスコ・ダ・ガマのインド航路開拓以降、ポルトガルは16世紀前半のインド洋において一大勢力を築き、1510年に獲得したゴアを拠点としてアラビア半島やインドの沿岸諸都市を脅かした。
オスマン帝国は、セリム1世の時代にリダニヤの戦いでマムルーク朝を滅ぼし、エジプトを獲得した。さらにセリム1世がエジプトに到達してわずか数週間のうちに、ピーリー・レイースがヒジャーズやティハーマといったアラビア半島の居住可能地域のほとんどを制圧し、セリム1世に献じた。これによりオスマン帝国は紅海をも支配下におさめた。ピーリー・レイスはこのときの知見を含めて1513年に世界地図を作製したが、現在大西洋側の地図左半分が「ピーリー・レイースの地図」としてトプカプ宮殿に現存している のに対して、インド洋やオスマン帝国の大部分を描いたはずの右半分は失われてしまった。これは、セリム1世がより東方への遠征を目論み、その戦略立案のため持ち去ってしまったためであると言われている。同時期にインド洋への進出を達成したポルトガル（海上帝国）とオスマン帝国は、ここでの覇権をめぐり激しく争うようになった。セリム2世はゴアのポルトガル植民地を潰すためにグジャラート・スルターン朝のムザッファル2世と手を組もうとした が、事が成る前の1520年に死去した。

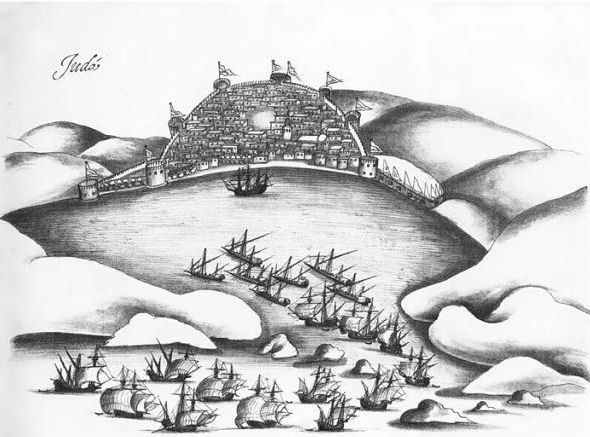
1517年にジッダに侵攻したポルトガル艦隊を迎撃する、セルマン・レイース麾下のオスマン軍

跡を継いだスレイマン1世は、1525年に元海賊のサルマン・レイースを紅海の小艦隊の提督に任じた。彼の任務は、オスマン帝国領の沿岸諸都市をポルトガルの攻撃から防衛することだった。1534年、スレイマン1世はサファヴィー朝からイラクの大部分を奪い、1538年にはペルシア湾に通じるバスラまで領土を広げた（オスマン・サファヴィー戦争）。しかしこの時すでに、ポルトガルはアラビア半島沿岸都市のほとんどを属国化しており、オスマン帝国とポルトガルの衝突は不可避となった。両国の対立が深まったのには、東洋からヨーロッパに至る香辛料貿易が15世紀までは紅海とエジプトを経由していたものを、ポルトガルがアフリカ大陸周回航路を開拓したことでオスマン帝国の利益が奪われたことも理由として挙げられる。オスマン帝国は地中海に強大なガレー船艦隊を有していたが、これを紅海に移動させることはできないので、スエズで一から艦隊を建設し「インド艦隊」と名付けた。その艦隊の戦略目標は、まず何よりもインド侵略であった。

## ハディム・スレイマン・パシャの遠征（1538年）
ムザッファル・シャー2世の跡を継いだグジャラート・スルタン朝のバハードゥル・シャーは、オスマン帝国に対ポルトガル作戦の再検討を求めた。これを受けて、スレイマン1世はハディム・スレイマン・パシャをインド艦隊の提督に任じた。この時ハディム・スレイマン・パシャが指揮した艦隊の規模はガレー船90隻ほどである。1538年、ハディム・スレイマン・パシャは紅海からアラビア海を通ってインドへ向かったが、その途上でバハードゥル・シャーがポルトガルにより暗殺され、後継者がポルトガルと同盟を結んでしまったことを知った。オスマン艦隊はディーウ島を包囲したが失敗、撤退を余儀なくされたものの、その帰路でアデンを含むイエメンの大部分を征服した。この功により、スレイマン1世は遠征からスエズ経由で帰還したハディム・スレイマン・パシャを大宰相に任じた。

## ピーリー・レイースの遠征（1548年 - 1552年）

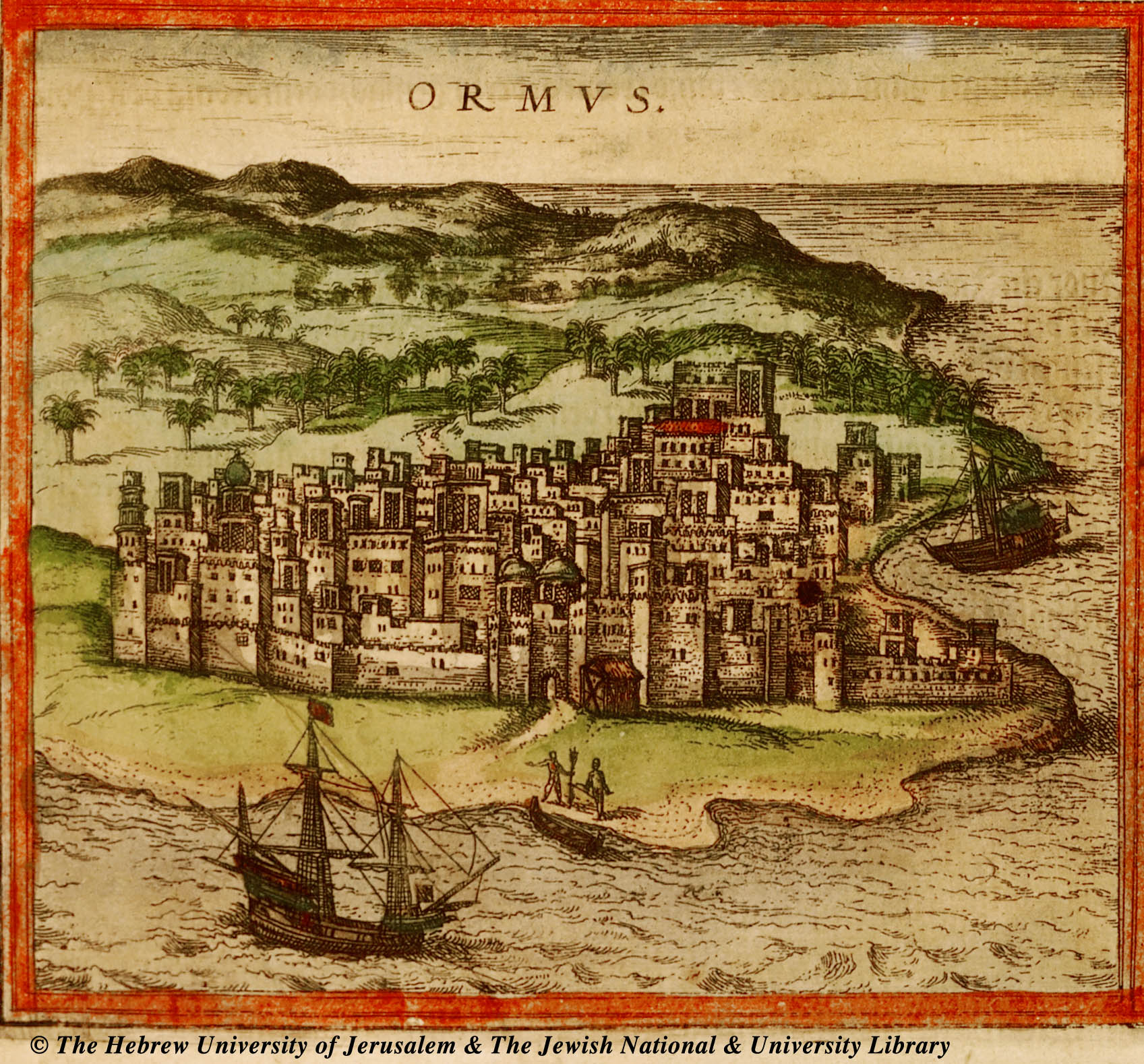
ホルムズに着岸するポルトガル船

1552年のピーリー・レイースの航路

第一次遠征ののち、アデンを奪いジッダを襲ったポルトガルは、紅海の奪取を目論んでいた。オスマン帝国は紅海とイエメンでの影響力を回復するため、ピーリー・レイースをインド艦隊の提督に任じた。彼は1548年にアデンを再征服し、紅海からポルトガル勢力を駆逐した。
1552年、ピーリー・レイースは30隻の艦隊を率いてスエズを発し、ペルシア湾を目指した。途中でマスカットを征服してオマーンをオスマン帝国の勢力圏に組み入れ、ホルムズ海峡の要衝ホルムズ島を包囲した。しかしオスマン軍は、市街までは占領したものの、ポルトガル軍が立て籠もる砦を攻略することができなかった。その後ピーリー・レイースはカタール半島とバーレーン島を占領した。ここで彼はポルトガル艦隊接近の報を受け、艦隊の大部分を湾の奥のバスラに収容し、自らは自身が所有する2隻のガレー船とともにスエズへ引き返した。この行動を戦線放棄とみなしたスレイマン1世は、1553年にピーリー・レイースをカイロで処刑させた。

## ムラト・レイースによる遠征（1553年）
カティーフのサンジャク・ベイ（長官）から新たにインド艦隊提督に任じられた大ムラト・レイースの任務は、インド艦隊をバスラからスエズに連れ戻すことだった。ペルシア湾を出ようとしたところで、ムラト・レイースらはドム・ディエゴ・デ・ノローニャ率いるポルトガルの大艦隊に遭遇した。ここで発生した戦闘はインド洋上における両国間の最大の海戦となり、ムラト・レイースはノローニャの乗る敵旗艦を大砲で沈め勝利したものの、突如風向きが変わり、バスラへ引き返さざるを得なくなった。

## セイディ・アリ・レイースによる遠征（1553年）

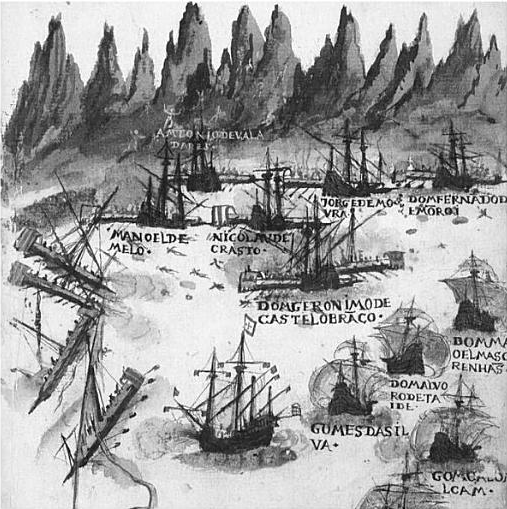
ポルトガル艦隊と戦うセイディ・アリ・レイース艦隊

ムラト・レイースの失敗を受け、同年のうちにセイディ・アリ・レイースが後任についた。彼はバスラで放棄されたも同然の状態のガレー船を修理した後に出航し、ホルムズ海峡からオマーンへ抜ける過程でポルトガル艦隊と2度遭遇戦を行い、さらに地元の住民から「象嵐」(tufan’ı fil)と呼ばれる強烈なサイクロンにも襲われた。オマーン湾の海戦でポルトガル艦隊に惨敗を喫したセイディ・アリ・レイースは命からがらグジャラートまで逃げたが、その船団はわずか6隻にまで減ってしまった。彼らはインド艦隊の15年来の目的地であったインドにたどり着いたとはいえ、もはや艦船は使い物にならなくなっていたため、セイディ・アリ・レイースは50人の生存者とともに陸路でイスタンブルへ帰ることにした。途中で彼らはデリーに立ち寄り、ムガル帝国を再興したばかりのフマーユーンと、その子で12歳のアクバルに謁見している。
オスマン帝国とサファヴィー朝が戦争中だったため、インドからトルコへの帰還は極めて困難と思われたが、1555年にアマスィヤの講和が成立し停戦したことで、ようやくセイディ・アリ・レイースらは帰還を果たすことができた。彼は国々の鏡 (Mir’at ül Memalik) という旅行記を著し、1557年にスレイマン1世に献じた。これはトルコ文学におけるもっとも古い旅行記の一つとされている。

## その後
インド洋におけるポルトガル覇権の打破と、インドのムスリム国家の支援を目的とした遠征は、大きな成果を上げられなかった。しかし、インド洋沿岸のムスリム諸国に対して、ポルトガルよりも豊かではるかに強力なオスマン帝国の存在を印象付けたことで、インド洋での活動は容易になった。
一方、イエメンや紅海西岸でのオスマン帝国の領土拡張は大成功を収めたと言える。ハディム・スレイマン・パシャの副官オズデミル・パシャは1557年にミドゥリ・バリに侵攻し、バブ・エル・マンデブ海峡とその両岸を征服した。この時期を通じて、東アフリカにはマッサワ、ハベシュ（アビシニア）、サワキン（スアキン）の三州が置かれた。アラビア半島周辺の港も、オスマン帝国の領域内に収まった。
1569年のクルトール・フズル・レイースによるものを始めとするアチェ遠征もインド洋遠征の一部とされることがあるが、この遠征はアチェ王国への軍備援助や技術支援が目的であり、公式にポルトガルと戦闘するための軍事遠征ではなかった。
スレイマン1世からムラト3世までの3代にわたり大宰相を務めたソコルル・メフメト・パシャは、スエズ運河の開削を計画していた。それは、地中海で覇を唱えていた大艦隊をインド洋にも融通し、より自由な海洋戦略を実現するためだった。しかし16世紀の技術では、この工事は未だ困難なものであり、実際の運河開通は3世紀も後の1869年まで待たなければならなかった。